# جان رام
جان رام (انگلیسی: John Rahm; ۸ ژانویهٔ ۱۸۵۴ – ۲۸ ژوئیهٔ ۱۹۳۵) گلف‌باز اهل ایالات متحده آمریکا بود.